# Schwabesches Gesetz
Als Schwabesches Gesetz bezeichnet man die 1868 von dem Berliner Statistiker Hermann Schwabe formulierte Beobachtung, wonach bei steigendem Einkommen eines Privathaushalts dessen Konsumausgaben für Wohnungsmiete relativ abnehmen. 

## Allgemeines
Außerhalb der Rechtswissenschaft (hier gibt es formale Gesetze) spricht man in den übrigen Wissenschaften von einem Gesetz, wenn aus einer Theorie orts-, zeit- und kulturunabhängige allgemeingültige Aussagen abgeleitet werden, die weltweit dauerhaft, aber nicht ausnahmslos, gelten. Naturgesetze sind in der Naturwissenschaft dagegen ausnahmslos geltende Regeln für den Ablauf des Geschehens. Auch das Schwabesche Gesetz gilt nicht ausnahmslos.  

## Inhalt
Grundlage für das Schwabesche Gesetz war das 1857 von Ernst Engel formulierte und später nach ihm benannte Engelsche Gesetz, das den Anteil der Lebensmittel an den Konsumausgaben betraf.
Schwabe wertete Erhebungen des statistischen Büros in Berlin über die Gehälter von Staats- und Kommunalbeamten aus und prüfte das jeweilige Verhältnis von Miete und Einkommen. Aus seinen Ergebnissen ging hervor, dass der Anteil der Mietausgaben mit steigendem Einkommen prozentual abnimmt, was er wie folgt zusammenfasste: „Je ärmer jemand ist, desto größer ist die Summe, die er im Verhältnis zu seinem Einkommen für Wohnungsmiete verausgaben muss“.
Dies bedeutet anders ausgedrückt, dass die Einkommenselastizität der Nachfrage nach Wohnraum kleiner als Eins ist. Im Gegensatz zum Engelschen Gesetz ist das Schwabesche Gesetz nicht allgemeingültig, weil bei Haushalten mit sehr hohen Einkommen der Anteil der Mietausgaben zumeist wieder steigt (durch die Tendenz zu Luxuswohnungen).

## Bedeutung
Das Schwabesche Gesetz ist für die Wohnungswirtschaft von fundamentaler Bedeutung und beinhaltet die Mietbelastungsquote. Die Mietsteigerungen aufgrund des  Wohnraummangels führen, ohne dass die Einkommen in gleichem Maße zugenommen hätten, zu einer höheren Mietbelastungsquote.